# Vejle Sogn
Vejle Sogn ist eine Kirchspielsgemeinde (dän.: Sogn)
auf der Insel Fyn (dt.: Fünen) im südlichen Dänemark.
Bis 1970 gehörte sie zur Harde Sallinge Herred im damaligen Svendborg Amt, danach zur Broby Kommune im
Fyns Amt, die im Zuge der  Kommunalreform zum 1. Januar 2007 in der
Faaborg-Midtfyn Kommune in der Region Syddanmark aufgegangen ist.

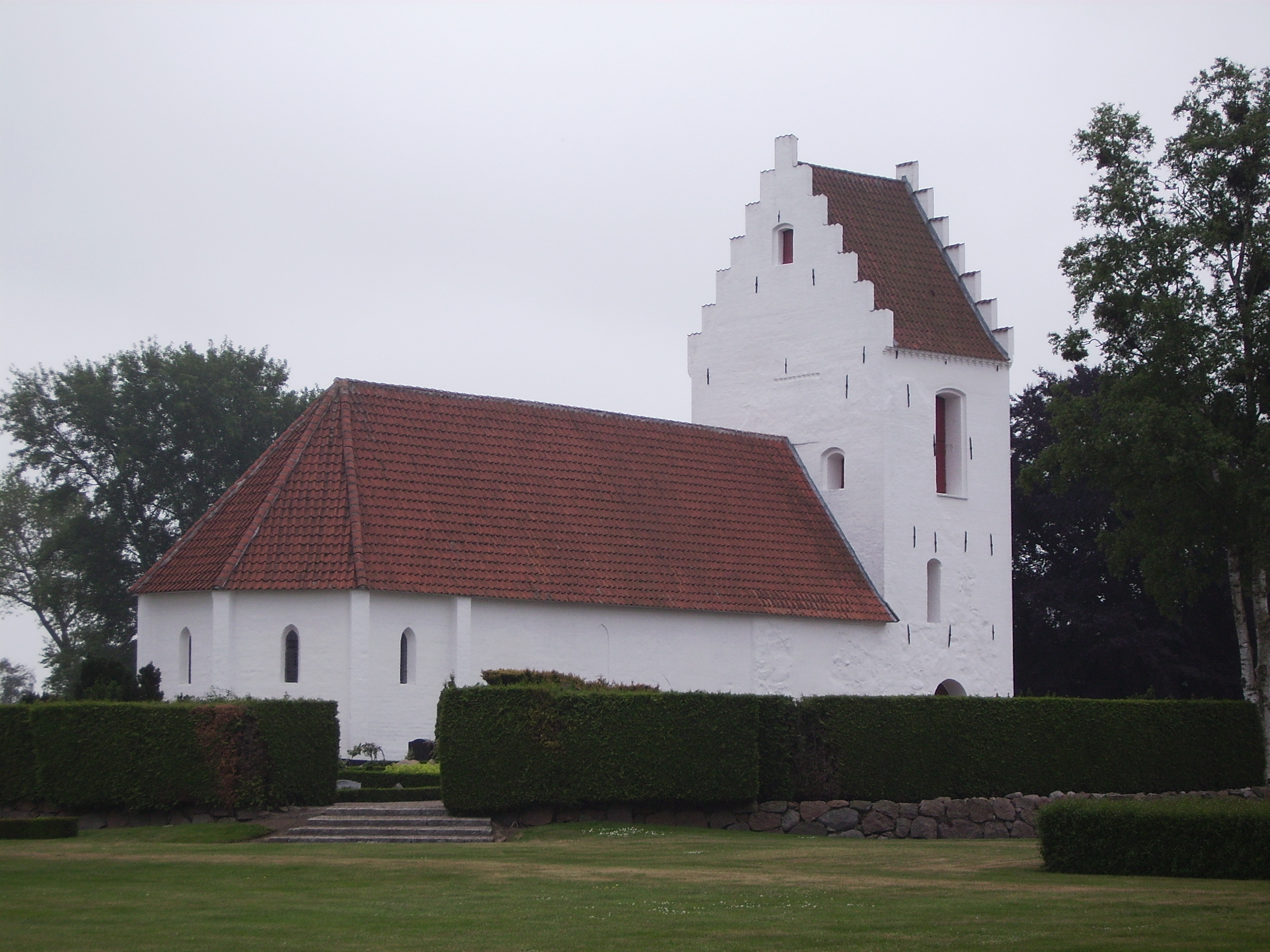
Vejle Kirke

Von den 1064 Einwohnern von Vejle leben 927 im gleichnamigen Kirchspiel (Stand: 1. Januar 2023).
Im Kirchspiel liegt die Kirche „Vejle Kirke“.
Nachbargemeinden sind im Osten Nørre Søby Sogn, im Südosten Allested Sogn, im Süden Sønder Broby Sogn und im Westen Nørre Broby Sogn, ferner in der nördlich gelegenen Odense Kommune Fangel Sogn.